# 데시오강
데시오강(天塩川)은 일본 홋카이도의 강이다. 길이는 256 km로, 일본에서는 4번째로 길지만 큰 지류가 적기 때문에 유역 면적은 5,590 km2로 10번째에 머무르고 있다. 강의 이름은 아이누어로 '어살(물고기를 잡는 장치)'를 의미한다.